# Daye Hu
Daye Hu är en sjö i Kina. Den ligger i provinsen Hubei, i den centrala delen av landet, omkring 98 kilometer sydost om provinshuvudstaden Wuhan. Daye Hu ligger 13 meter över havet. Arean är 51 kvadratkilometer. Den sträcker sig 8,4 kilometer i nord-sydlig riktning, och 14,1 kilometer i öst-västlig riktning.
Genomsnittlig årsnederbörd är 1 963 millimeter. Den regnigaste månaden är maj, med i genomsnitt 276 mm nederbörd, och den torraste är januari, med 55 mm nederbörd.